# Emese

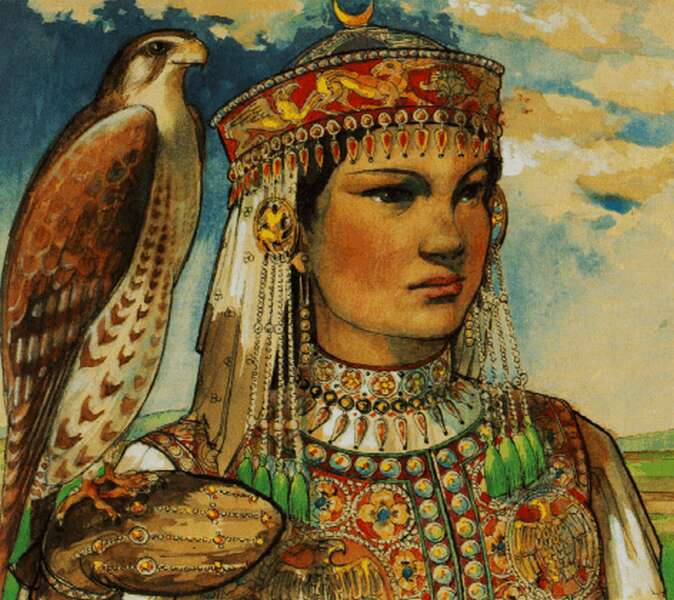
Emese

Emese (IX w.) – babka Arpada, protoplasty dynastii Arpadów.
Emese znana jest z Gesta Hungarorum spisanych przez Anonima, sekretarza króla Węgier Beli III. Według wspomnianych relacji, Emese miała być córką niejakiego wodza Onedbelia (Eudubelianusa) i w 819 roku poślubić Ugyela, wodza Scytów. Gdy była w ciąży, miał się jej ukazać we śnie bóg w postaci ptaka (część legend węgierskich podaje, że był to astur tj. jastrząb, zaś Szymon z Kéza wskazuje na niezidentyfikowanego do dziś ptaka o nazwie turul).
Synem Emese i Ugyela miał być Almos.